# عزافة (المضاربة والعارة)

تعديل مصدري - تعديل

عزافة هي إحدى قرى عزلة العارة بمديرية المضاربة والعارة التابعة لمحافظة لحج، بلغ تعداد سكانها 169 نسمة حسب تعداد اليمن لعام 2004.